# Registrované partnerství v Andoře
Andorra uzákonila pro páry stejného pohlaví dva registrační rámce: stabilní svazek od 23. března 2005 a registrované partnerství od 25. prosince 2014.

## Stabilní svazek
V březnu 2005 legalizovalo Andorrské knížectví stabilní svazek dvou lidí.
Tento nový zákon se stal účinným bez souhlasu episkopálního spoluknížete Joana Enrica, současného biskupa urgellské diecéze. Ačkoli je Andorra diarchií se dvěma hlavami státu – spoluknížaty, tak k přijetí a publikaci nového zákona stačí podpis pouze jednoho z nich.
Název tohoto institutu je "unió estable de parella" – stabilní svazek dvou osob.

### Podmínky vstupu
Do stabilního svazku nemohou vstoupit osoby příbuzné v pokolení přímém, osoby spřízněné osvojením a osoby příbuzné ve vedlejší linii do čtvrtého kolene. Oba partneři dále musejí být oba zletilí nebo zesvéprávnění, nesmějí žít v manželství nebo v jiném stabilním svazku, musejí spolu žít jako pár a nejméně jeden z nich musí mít v Andoře trvalé bydliště nebo být jejím státním příslušníkem.

### Proces registrace
Žadatelský pár musí předložit žádost spolu s následujícími dokumenty:
Prohlášení o soužití; kopie cestovního pasu nebo jiného osobního identifikačního dokumentu obou partnerů; certifikát o trvalém pobytu obou partnerů (Andorrští občané jsou této povinnosti zproštěni); smlouva podepsaná oběma partnery o majetkovém uspořádání a osobních právech a povinností vyplývajících ze svazku; prohlášení dvou svědků o tom, že jim nejsou známy žádné zákonné překážky vylučující vznik svazku.
Stabilní svazek je úředně zaznamenán šest měsíců od deklarace, a to zápisem do Registru stabilních svazků.

### Práva a povinnosti
Partneři žijící ve svazku mají vůči sobě navzájem stejná práva a povinnosti: vzájemná vyživovací povinnost, vyživovací povinnost rozvedeného partnera; stejná práva z hlediska pracovněprávních a sociálních. Partneři žijící ve stabilním svazku smějí rovněž osvojit dítě. Proces osvojení probíhá v takových případech stejně jako v případě manželských párů. Osvojit však smí pouze heterosexuální pár.

### Rozvod
Stabilní svazek končí manželstvím jednoho z partnerů, smrtí nebo prohlášením za mrtvého jednoho z partnerů; jednostrannou úředně potvrzenou deklarací doručenou druhé straně nebo vzájemnou deklarací.

## Registrované partnerství
2. června 2014 zpracovali a předložili  vládnoucí Demokraté za Andorru již předtím konzultovaný zákon o registrovaném partnerství. Po několikaměsíčních diskuzích se našla politická shoda na zákonu o registrovaném partnerství, který se obsahově nijak neliší od manželství, vyjma užívání tohoto názvu. Stejnopohlavní manželství bylo jedno z ožehavých témat Demokratů, neboť právě ti hlasovali jednomyslně proti takovému zákonu. Registrované partnerství obsahovalo i plná adopční práva pro homosexuální páry. 27. listopadu 2014 byl zákon přijat v poměru hlasů 20:3 a několika zdrženími se.
24. prosince 2014 byl zákon publikován v promulgačním listu spolu s podpisem spoluknížete François Hollanda, jehož podpis stačí pro implementaci nového zákona. Nový zákon nabyl účinnosti následující den 25. prosince 2014.

## Stejnopohlavní manželství
21. dubna 2009 oznámil předseda Sociálně demokratické strany Jaume Bartumeu, že pokud jeho strana vyhraje volby, tak otevře diskusi na téma stejnopohlavního manželství. Sociální demokracie volby vyhrála a Bartumeu se stal andorrským premiérem. Nedošlo však k politické shodě na tom, zda a kdy uzákonit stejnopohlavní manželství. Sociální demokracie neměla v parlamentu většinu a její vláda se obecně setkávala s neúspěchy, které vyvrcholily do předčasných voleb v r. 2011. 3. dubna proběhly nové volby, v nichž byla Sociální demokracie poražená Demokraty za Andorru a novým premiérem se stal Antoni Martí.
V lednu 2013 uznal Nejvyšší správní soud Andorry právo na pozůstalostní benefity Juanu Garcíovi Pérezovi, který si vzal ve Španělsku muže. Nepodařilo se mu však získat v Andoře status pozůstalého partnera.
31. března 2014 předložila Sociální demokracie návrh zákona o stejnopohlavním manželství. 29. května 2014 byl návrh v parlamentu zamítnut.
Místní LGBT skupiny považují zákon o registrovaném partnerství z r. 2014 za diskriminační z důvodu nerovných práv a povinností, ačkoli Demokraté za Andorru tvrdí, že se kromě jiného názvu vůbec nijak neliší od manželství, a že z něj plynou zcela stejné právní následky. LGBT skupiny se po neúspěších v parlamentu pokoušejí získat právo na právoplatný sňatek soudní cestou.